# Campane a martello (film 1949)
Campane a martello è un film del 1949 diretto da Luigi Zampa.

## Trama
Agostina è una giovane donna ischitana, si guadagna da vivere con la prostituzione. Non fidandosi delle banche, invia tutto quello che riesce a risparmiare al vecchio curato di Ischia, affinché egli lo amministri con oculatezza in vista del suo ritorno. Quando finalmente ritiene di aver raggiunto una somma sufficiente, superiore al milione, pur se con il timore che venga svelata l'origine dei suoi guadagni, decide di rientrare. È con lei la "collega" bolognese Australia, e le due donne vogliono avviare una nuova ed onesta attività.
Ma il vecchio prete è morto e quello nuovo, don Andrea, non sapendo degli accordi tra i due e pensando che quelle somme arrivassero per fini di beneficenza, ha usato tutto il denaro per mandare avanti un orfanotrofio in cui sono ospitate numerose bambine rimaste senza famiglia. Agostina, che la comunità dell'isola ormai tratta e riverisce da gran signora, si trova così di nuovo senza denaro. Pretende quindi che il prete le restituisca tutto quello che lui ha usato per l'orfanotrofio, anche a costo di chiuderlo.
Mentre i compaesani si dividono tra coloro che sono favorevoli alle richieste di Agostina, sperando così di poter concludere affari con la donna diventata ricca, e quelli che invece sono commossi per la sorte delle orfanelle e vorrebbero un intervento del comune, che però il sindaco rifiuta, don Andrea si ammala e suona le campane a martello per chiamare tutti a decidere il da farsi.

## Produzione

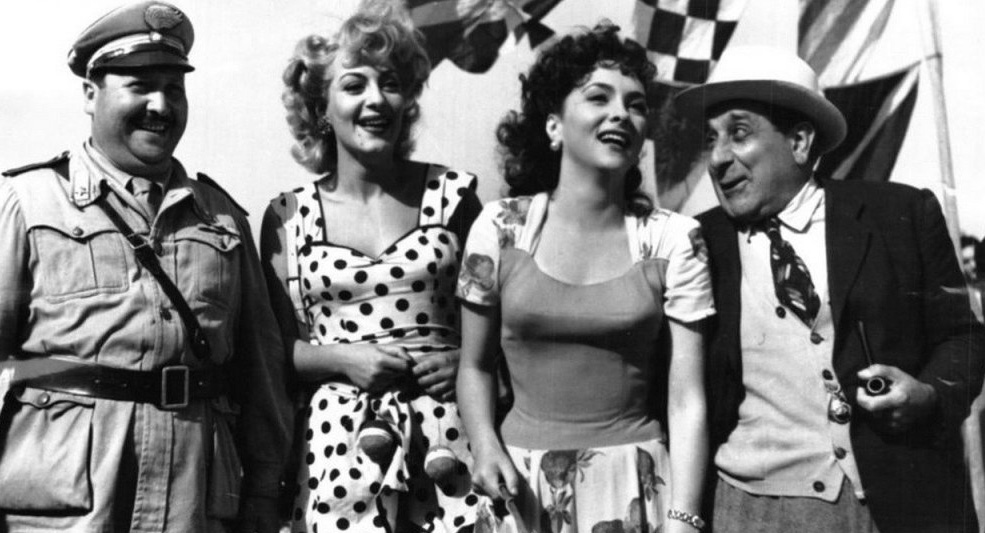
Carlo Romano, Yvonne Sanson, Gina Lollobrigida e Agostino Salvietti, in una scena del film

Il film, girato a Ischia, fu realizzato in una doppia versione, italiana ed inglese, quest'ultima intitolata «O.K. Agostina». La versione inglese fu sceneggiata da Michael Medwin ed interpretata da Patricia Medina, nel ruolo di Agostina, Yvonne Mitchell, nel ruolo di Australia, mentre Manning Whiley interpretava don Andrea. Le medesime scene venivano recitate dagli attori italiani e poi da quelli inglesi. L'unica attrice che recitò in entrambe le versioni fu la bilingue Clelia Matania.
Il soggettista Piero Tellini scrisse il film ispirato da una vicenda di cronaca letta su un giornale. La vicenda si rivelò essere falsa allorquando il giornalista denunciò Tellini per plagio: ne reclamava infatti i diritti poiché egli stesso aveva inventato la notizia.
La collaborazione tra Luigi Zampa e Gina Lollobrigida darà vita ad altri due film, tra cui La romana nel 1954.
La Sanson era quasi agli esordi (aveva lavorato con Lattuada ne Il delitto di Giovanni Episcopo del 1947). Le due attrici divennero amiche, tanto che la Sanson fu la testimone di nozze della Lollobrigida quando si sposò con Milko Skofic. In questo film la Sanson interpreta un ruolo che la vede maltrattare una delle orfanelle: con ironia ancora Maurizio Ponzi osserva che si tratta di «un gesto che l'attrice sconterà amaramente in dieci anni e più di cinema gestito da Raffaello Matarazzo in cui saranno i bambini la sua più ricca fonte di angustie e lacrime.»
Da segnalare inoltre che nella troupe lavora tra gli altri, come aiuto regista, un ventisettenne Mauro Bolognini.

## Incasso
Il film ha incassato 113.750.000 lire dell'epoca.

## Critica
Per Gianni Rondolino «assieme ad altri, come L'onorevole Angelina, il neoralismo dei soggetti, si stemperava in una rappresentazione edulcorata della realtà sociale. Di maggior respiro parvero i film che egli [Zampa n.d.r.] realizzò con la collaborazione di Brancati come sceneggiatore».
Più positiva la valutazione contemporanea de «La (nuova) Stampa» che giudica il film «ricco di spunti comici e commoventi, forse di pasta un po' grossa, ma di presa sicura (...) Due belle attrici, la morbida Lollobrigida e la procace Sanson, un gustoso Eduardo De Filippo, ed un mazzetto di ameni caratteristi offrono una corale e disinvolta interpretazione».
Ben diverso invece il giudizio, sempre contemporaneo, che diede sulla pellicola Guido Aristarco sulla rivista «Cinema» che le attribuì un solo punto, in una classifica da zero a quattro. Secondo Aristarco «pure Zampa (...) si è sentito in dovere di prendere le difese delle infelici vittime dell'amore venale contro la morale borghese....la vasta e complessa introspezione che tale argomento comportava si risolve in una speculazione assai discutibile.... e tutto l'interesse del film è più volto a valorizzare il seno della Sanson o della Lollobrigida che ad analizzare la condizione umana delle "segnorine" ed i fattori di varia natura che hanno determinato questo fenomeno».
«Film minore, bozzettistico e superficiale, fornisce tuttavia [alla Lollobrigida - n.d.r.] la possibilità di dare prova di una freschezza e disinvoltura che svela le sue potenziali capacità».
Di «Equivoco da commedia sentimentale» afferma Ennio Flaiano, aggiungendo che «Zampa e Tellini non hanno avuto il coraggio di rinunciare al lieto fine convenzionale e di continuare il vero racconto.... al posto della verità si suona l'inno nazionale che è il sentimentalismo... Immaginatevi che tutti i racconti di Maupassant siano finiti da De Amicis ed avrete idea dei danni che il cinema è costretto a subire.»